# Vincetoxicum linearisepalum
Vincetoxicum linearisepalum är en oleanderväxtart som först beskrevs av Ping Tao Li, och fick sitt nu gällande namn av Ping Tao Li. Vincetoxicum linearisepalum ingår i släktet tulkörter, och familjen oleanderväxter. Inga underarter finns listade i Catalogue of Life.